# Брокки, Джованни Баттиста
Джова́нни Батти́ста Бро́кки (итал. Giovanni Battista Brocchi; 18 февраля 1772 — 25 сентября 1826) — итальянский минералог, геолог и палеонтолог.

## Биография
Родился в Бассано-дель-Граппа в Италии, и изучал юриспруденцию в Падуанском университете, но внимание его было приковано к минералогии и ботанике. В 1802-ом году он был назначен профессором ботаники в новом лицее города Брешиа; но он, оставаясь верным себе, в основном занимался геологическими исследованиями в окрестностях города. Плоды этих трудов отражались в различных публикациях, особенно в его «Trattato mineralogico e chemico sulle miniere di ferro del dipartimento del Mella» (1808) — трактат о железорудной шахте в Мелле. Эти исследования принесли ему должность ревизора по шахтам в недавно образованном Итальянском королевстве, что позволило ему распространить свою научную работу на большую часть территории страны.
В 1811-ом году он написал ценный очерк, озаглавленный «Memoria mineralogica sulla Voile di Fassa in Tirolo»; но его наиболее важный труд — это «Conchiologia fossile subapennina con osservazioni geologiche sugli Apennini, e sul suolo adiacente» (Милан, 1814), содержащий точный детали строения Апеннинского хребта, и описание окаменелостей итальянской третичной системы в сравнении с современными видами, что затем он проиллюстрировал своими геогностическими картами, и трудом «Galalogo ragionato di una raccolta di rocce, disposto con ordine geografico, per servire al/a geognosia dell lie/ia» (Milan, 1817). Его труд «Dello stato fisico del suolo di Rome» (1820) вместе с сопровождающими картами также заслуживает внимания. В нём он исправляет ошибочный взгляд Сципиона Брейслака, считавшего, что Рим расположен на вулкане, которому он приписывал вулканические породы, покрывающие семь римских холмов. Брокки указывал, что эти породы обязаны своим происхождением одному из двух потухших вулканов: Монте-Альбано или Чимино — расположенных неподалёку от города.
Несколько его рукописей по минералогии поступили в Итальянскую библиотеку между 1816-м и 1823-м годами. В последние годы жизни Брокки путешествовал по Египту, исследуя геологию страны и готовя отчёты о её минеральных ресурсах. Все средства для этого были предоставлены Мухаммедом Али Египетским, который в 1825-ом назначил Брокки в состав комиссии по исследованию недавно завоёванных территорий султаната Сеннар; но Брокки, к несчастью для научного мира, стал жертвой климата этой страны, и умер в Хартуме.

## Эволюционные взгляды
Брокки интересовал вопрос о смене флор и фаун от одной геологической эпохи к другой. В 1814-ом году он высказал ту мысль, что эти смены происходят вследствие старения групп организмов: каждая такая группа переживает в течение своего существования бурный расцвет, распространение, а затем угасает и исчезает с лица земли (вымирает). Эта идея до сих пор популярна и носит название «броккизм». Её элементы содержаться в теории типотрофизма Отто Шиндевольфа.